# 1356 هـ
1356 هـ هي سنة في التقويم الهجري امتدت مقابلةً في التقويم الميلادي بين سنتي 1937 و1938.

## أحداث
- أصدرت جريدة المدينة في المملكة العربية السعودية وكان أول رئيس تحرير لها أمين مدني .

## مواليد
- عبد الله بن صقيه التميمي
- عبد الملك السعدي
- مصطفى محمد كتوعة
- عبده محمد المخلافي
- أورخان محمد علي
- خيري شلبي
- سارة الفيصل بن عبد العزيز آل سعود
- سيد أحمد غزالي
- سيمور هيرش
- شمس الدين الواعظي
- صدام حسين
- طريف الخالدي
- عبد الحميد طهماز
- عبد الرحمن بن عبد الرحمن بن تركي السديري
- عبد العزيز حمودة
- عبد الوهاب أبو سليمان
- عرفان عبد الحميد فتاح
- محسن عبد الحميد
- محمد عبد العزيز الراجحي
- مقبل بن هادي الوادعي
- يوسف الصانعي

## وفيات
- ألفونس منغنا
- جورج جاكوب
- رونزفال
- عبد الحق حامد
- عبد العزيز الرشيد (الكويت)
- عبد الله بن دويرج
- عبود غفلة
- محمد ماضي أبو العزائم
- نعمان ثابت
- أمين تقي الدين
- مصطفى صادق الرافعي